# Wendell & Wild
Wendell & Wild es una película animada estadounidense de 2022 dirigida por Henry Selick a partir de un guion escrito por Selick y Jordan Peele (quien también se desempeñó como productor), basado en el libro inédito de Selick y Clay McLeod Chapman del mismo nombre. Contó con la participación de Keegan-Michael Key y Jordan Peele en los papeles principales, y con las actuaciones de reparto de Angela Bassett, Lyric Ross, James Hong y Ving Rhames. Wendell & Wild es el primer largometraje de Selick desde Coraline (2009).
Fue estrenada en el Festival Internacional de Cine de Toronto el 11 de septiembre de 2022, en algunas salas de cine seleccionadas el 21 de octubre del mismo año, y llegó a la plataforma Netflix el 28 de octubre de 2022. En general fue bien recibida por los críticos, quienes agradecieron el regreso de Selick y elogiaron su animación stop-motion y sus personajes, aunque hubo algunas quejas respecto al guion. La película está dedicada a la memoria de Mark Musumeci, un consultor de electricidad que falleció durante la producción del filme y que había sido colaborador frecuente de Selick desde The Nightmare Before Christmas.

## Reparto
- Keegan-Michael Key como Wendell
- Jordan Peele como Wild
- Lyric Ross como Kat Elliot
- Angela Bassett como Hermana Halley
- James Hong como Padre Bests
- Ving Rhames como Buffalo Belzer
- Sam Zelaya como Raúl Cocolotl
- Tamara Smart como Siobhan Klaxon
- Seema Virdi como Sloane
- Ramona Young como Sweetie
- Michele Mariana como Hermana Daley / Hermana Chinstrap
- Natalie Martinez como Mariana Cocolotl
- Tantoo Cardinal como Sra. Hunter
- Igal Naor como Manberg
- Gary Gatewood como Delroy Elliot
- Gabrielle Dennis como Wilma Elliot
- David Harewood como Lane Klaxon
- Maxine Peake como Irmgard Klaxon
- Phoebe Lamont como Bearz-a-bub
- Nick E. Tarabay como Fawzi
- Joe Tran como Dr. Ngo
- Carolin Crawford como Cassandra y Susie Jordan

## Producción

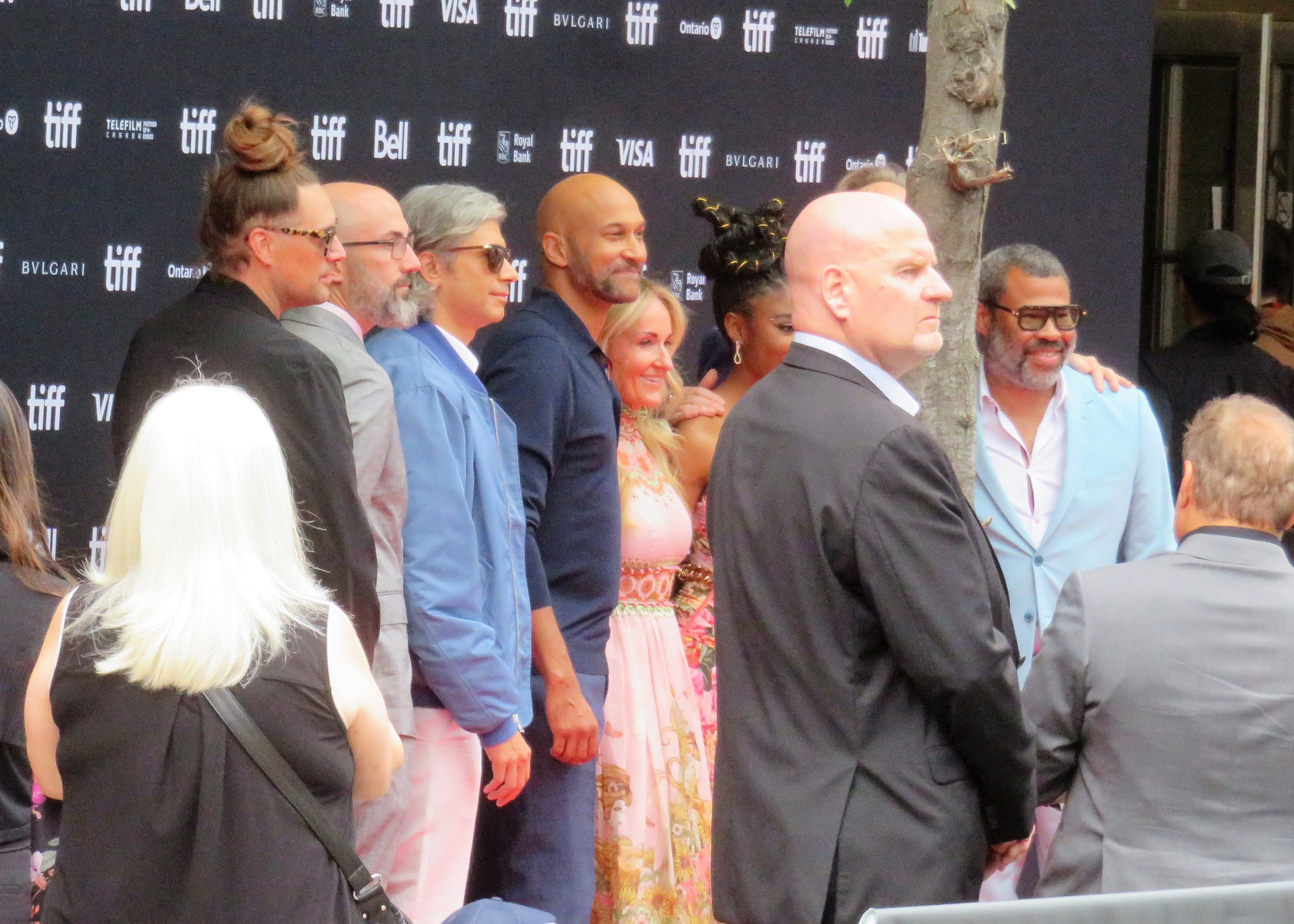
El reparto de Wendell & Wild durante el Festival de Cine de Toronto, 2022.

El 3 de noviembre de 2015, algunos medios informaron que Henry Selick se encontraba desarrollando un nuevo largometraje en stop-motion con Keegan-Michael Key y Jordan Peele, basado en una historia original de Selick. El 14 de marzo de 2018, Netflix anunció un contrato de distribución del filme. Pablo Lobato fue escogido como diseñador principal de los personajes en stop-motion, y el 4 de junio de 2020, Bruno Coulais fue confirmado como compositor de la banda sonora. El 14 de marzo de 2022, Netflix reveló el reparto a través de la plataforma YouTube.

## Recepción
En el sitio web Rotten Tomatoes, el 81% de las 108 críticas son positivas, con una calificación media de 6,9/10. El consenso de la página afima: "Con maravillas visuales a la altura de su ambiciosa e inclusiva historia, Wendell & Wild es un espeluznante regalo para los aficionados al terror en ciernes". Metacritic asignó a la película una puntuación de 69 sobre 100, basada en 30 críticos, lo que indica "reseñas generalmente favorables".
Chase Hutchinson, de Collider, elogió al filme al afirmar que "Cuando todo se une, Wendell & Wild termina sintiéndose liberadora, tanto artística como temáticamente, con un trabajo de primera de todos los involucrados". Sarah Bea Milner, de /Film, manifestó en su reseña: "Olviden a Nightmare Before Christmas: ha llegado una nueva película de terror en stop-motion". Michael Rechtshaffen, de The Hollywood Reporter, también se refirió en buenos términos a la película por ser "una mezcla fresca y muy original de proporciones de Grand Guignol". Radheyan Simonpillai, de The Guardian, escribió: "Cuantos más personajes tiene Selick para trabajar, más espacio hay para su delicioso y extraño arte visual". Escribiendo para el portal RogerEbert.com, Brian Tallerico manifestó que "no se puede negar que éste es un mundo que los aficionados a la animación querrán explorar, vivir y saborear. Hacía demasiado tiempo que no teníamos una ventana al cerebro de Henry Selick, y sigue siendo una vista increíble".
Para Meagan Navarro, de Bloody Disgusting, el filme "es un entretenido, aunque un poco exagerado, paseo por el infierno, con personajes memorables y divertidas travesuras macabras". Esther Zuckerman, que escribe para Vanity Fair, afirmó que la película "es un poco enrevesada, con una construcción del mundo que se queda corta, pero se retuerce hasta llegar a un lugar de genuina emoción". Por su parte, Jason Bailey, de The Playlist, elogió los personajes y la animación en stop-motion, y concluyó afirmando que, a pesar de su extensión, "Selick se esfuerza por mantener el impulso narrativo".